# 筩袖鎧
袖鎧，或稱筒袖鎧，中國古代漢代到南北朝初期普遍的一种鎧甲，三國時期的步卒與將領主要的鎧甲。

## 特征
特徵在於似現代襯衫般有袖，可以保護胸、肩和臂。步兵與輕裝騎兵的筩袖鎧通常只會保護上半身，而重騎兵則會有下擺保護兩腳外側。根據南史、宋史記錄，筩袖鎧為蜀漢丞相諸葛亮所發明，但有袖的鎧甲早在漢代已經存在，例如中山靖王劉勝的墓中就有類似的鎧甲出土，而刘胜于公元前113年下葬入土。

## 使用
筩袖鎧是汉朝、三国时期、两晋和南北朝初期近600年时间内中国军队的主要铠甲形制，一直到南北朝初期才被两当甲与明光铠逐渐取代。